# جبل لنصرين
جبل لَنْصْرِين جبل يقع بشمال شرقي الجمهورية التونسية بولاية منوبة، شمال شرقي مدينة مجاز الباب وجنوب غربي مدينة طبربة. يبلغ ارتفاعه 563 م. ولا يعيش في الجبل أحد باستثناء بعض القبائل البدوية المتنقلة والتي تتنقل بين كل مدة من مكان إلى آخر .